# Alerta roja (película)
Alerta roja (en inglés: Red Notice; pronunciado /ˈrɛd ˈnoʊtɪs/) es una película de suspenso y comedia de acción estadounidense escrita y dirigida por Rawson Marshall Thurber. Está protagonizada por Dwayne Johnson, Gal Gadot y Ryan Reynolds. Esta es la tercera colaboración entre Johnson y Thurber después de Central Intelligence (2016) y Skyscraper (2018). Originalmente iba a ser estrenada por Universal Pictures, Netflix adquirió los derechos de distribución el 8 de julio de 2019, y la película se estrenó el 5 de noviembre de 2021.

## Sinopsis
Hace dos mil años, Marco Antonio le obsequia a Cleopatra tres huevos enjoyados como regalo de bodas que simboliza su devoción. Los huevos se pierden en el tiempo hasta que un granjero encuentra dos en 1907, pero el último permanece perdido.
En 2021, el agente especial John Hartley, un perfilador criminal del FBI, es asignado para ayudar a la agente de Interpol Urvashi Das a investigar el posible robo de uno de los huevos expuestos en el Museo Nazionale di Castel Sant'Angelo en Roma después de ser informado de que puede haber un plan para robarlo y que puede que ya lo hayan robado. El jefe de seguridad descarta las preocupaciones después de que llegan y el huevo parece estar todavía allí, pero Hartley determina que el huevo en exhibición es una falsificación y el huevo real ha sido robado, por lo que Das tiene la habitación cerrada. Sin embargo, antes de que se selle la habitación, el ladrón de arte internacional Nolan Booth logra escapar, perseguido por Hartley. Booth finalmente escapa a su casa en Bali con el huevo, pero encuentra a Hartley esperándolo, junto con Das y un equipo de ataque de la Interpol. Arrestan a Booth y se llevan el huevo. Sin que nadie lo sepa, la principal competidora de Booth, Sarah Black, también conocida como "El alfil", se disfraza como uno de los miembros del equipo de ataque e intercambia el huevo real con otra falsificación en la parte trasera del vehículo. Al día siguiente, Das se enfrenta a Hartley creyendo que es responsable del robo del huevo. Como resultado, lo tiene encarcelado en una remota prisión rusa en la misma celda que Booth.
Poco después de su llegada, los llevan a Black, donde ella le propone a Booth que trabajen juntos para encontrar el tercer huevo, y le revela a Hartley que, de hecho, sabe de su paradero. Booth rechaza su modesta oferta y ella se marcha diciendo que encontrará el segundo huevo; cuando lo hace, advierte que su parte será menor. Hartley sugiere que él y Booth trabajen juntos para vencer a Black. Si Booth lo ayuda a encarcelar a Black, Booth ocupará su lugar como la ladrona de arte número uno del mundo. La pareja escapa de la prisión y se dirige a Valencia para robar el segundo huevo, en posesión del notorio traficante de armas Sotto Voce, quien está teniendo un baile de máscaras. Allí, se encuentran con Black, quien también tiene la intención de robarlo. Los tres llegan a la bóveda de Voce, donde Hartley y Booth luchan contra Black usando una variedad de armas cuerpo a cuerpo que se exhiben en la bóveda antes de que ella las espose. Voce llega con su equipo de seguridad y detiene a los hombres mientras Black revela que ella y Voce están trabajando juntos.
Torturan a Hartley y creyendo que Booth ha divulgado la ubicación del tercer huevo, Black traiciona a Voce y se va a Egipto, donde Booth dice que está. Después de salir de Valencia, Booth le revela a Hartley que el huevo está de hecho en Argentina, un lugar que solo él conoce, ya que estaba inscrito en el amado reloj de su difunto padre que alguna vez perteneció al personal de Adolf Hitler. el curador de arte Rudolph Zeich. Después de la caída del Tercer Reich en 1945, Zeich huyó de Europa a Argentina con el huevo. El dúo busca en las selvas de Argentina donde encuentran un búnker secreto. En el interior hay innumerables Alemania nazi artefactos, entre ellos el tercer huevo. Black llega para robar el huevo del dúo a punta de pistola, solo para ser interrumpido por la llegada de Das y un equipo de la policía local. Hartley, Booth y Black escapan en un antiguo 1931 Mercedes-Benz 770, conduciendo a través de una mina de cobre abandonada cerca del búnker, siendo perseguidos por Das en un vehículo blindado. Finalmente, salen cerca de la parte superior de una cascada que saltan y aterrizan en un lago en la parte inferior. Booth nada hasta la orilla con el huevo, solo para descubrir que Hartley y Black son en realidad socios románticos y profesionales y Hartley nunca fue del FBI sino un estafador como su padre, ambos con el alias de "Bishop". Booth entrega el huevo y lo dejan esposado a un árbol en la selva.
En El Cairo, Hartley y Black entregan los tres huevos a un comprador multimillonario egipcio, a tiempo para la boda de su hija (reflejando el regalo original de Marc Antony a Cleopatra). El gesto se ve ensombrecido cuando la novia está más emocionada por el cantante de bodas Ed Sheeran. La boda es posteriormente interrumpida por la redada de Das Interpol que arresta a la novia y a su padre. Sheeran también es arrestado después de pelear con uno de los oficiales. Seis meses después, en su yate en Cerdeña, Hartley y Black se encuentran de nuevo con Booth, quien les informa que le contó a Das sobre su cuenta de Islas Caimán que contiene el pago de $ 300 millones del multimillonario egipcio, que Das congela, dejándolos sin dinero. Booth también revela que Interpol está en camino de capturarlos, pero les ofrece la oportunidad de escapar si lo ayudan con un nuevo atraco, que requiere tres personas para lograrlo. Ellos están de acuerdo y escapan, y Das coloca una circular roja en los tres cuando comienzan su atraco en el Louvre en París.

## Elenco
- Dwayne Johnson como John Hartley, un agente de INTERPOL que es el mejor rastreador del mundo.[4]
- Gal Gadot como Sarah Black, la ladrona de arte más grande del mundo.
- Ryan Reynolds como Nolan Booth el mejor estafador del mundo.
- Ritu Arya como Inspectora Urvashi Das
- Chris Diamantopoulos como Sotto Voce
- Ivan Mbakop como Tambwe
- Vincenzo Amato como Director Gallo

## Producción

### Desarrollo
El 8 de febrero de 2018, se anunció que se desarrolló una comedia de acción de Dwayne Johnson y el escritor / director Rawson Marshall Thurber como parte de una guerra de ofertas que consiste en importantes estudios que luchan por los derechos. Universal Pictures, Warner Bros. Se consideraron todas las imágenes, Sony Pictures y Paramount Pictures. La película sería producida por Beau Flynn a través de su Flynn Picture Company, con Johnson, Dany García e Hiram García a través de su estandarte Seven Bucks Productions, junto con Thurber's Bad Version Inc. con Wendy Jacobson como productora ejecutiva. El 9 de febrero de 2018, se anunció que Universal y Legendary ganaron la guerra de ofertas para obtener los derechos.
Se confirmó que Johnson recibió al menos $ 20 millones por primera vez por esta película. Más tarde se reveló que Gal Gadot también ganó $ 20 millones por su papel en la película, convirtiéndola en la tercera actriz mejor pagada del mundo en 2020.
Se confirmó que Gadot se uniría a Johnson el 11 de junio de 2018. Ryan Reynolds fue agregado el 8 de julio de 2019. Ritu Arya y Chris Diamantopoulos se agregaron el 10 de febrero de 2020.

### Rodaje
El rodaje comenzó el 3 de enero de 2020 en Atlanta (Estados Unidos). Anteriormente, se esperaba que la producción de la película comenzara en abril de 2019 después de que Johnson terminara la producción de Jumanji: The Next Level. El 8 de julio de 2019, la filmación se retrasó para comenzar a principios de 2020. Un rodaje planeado en Italia fue cancelado debido a la rápida expansión de la pandemia de COVID-19 que afectó al país. El 14 de marzo se anunció que la producción se detendría de forma indefinida debido a la antedicha pandemia que ya había alcanzado a la mayoría de países nivel mundial.
El rodaje se reanudó el 14 de septiembre de 2020. Gadot y Reynolds terminaron de filmar sus partes a fines de octubre. La producción en Atlanta se completó el 14 de noviembre, antes de trasladarse a Roma y Cerdeña (Italia), para una semana de rodaje. El rodaje en Italia se completó el 18 de noviembre. Con un presupuesto de producción estimado de $ 160 millones (Variety informó que podría llegar a $ 200 millones), la película es la más costosa en la historia de Netflix.

## Música
El 26 de febrero de 2020, Steve Jablonsky fue anunciado como el compositor de Red Notice. Jablonsky colaboró previamente con el director Rawson Marshall Thurber en la banda sonora de Skyscraper en 2018.

## Lanzamiento
Universal originalmente programó el estreno de la película para el 12 de junio de 2020. La fecha se pospuso cinco meses hasta el 13 de noviembre de 2020. Luego, Netflix asumió el control el 8 de julio de 2019, con una fecha de lanzamiento indecisa en 2021. Como parte de un video y una carta a sus accionistas en abril de 2021, el codirector ejecutivo y director de contenido de Netflix, Ted Sarandos, confirmó que se espera que la película se estrene en algún momento del cuarto trimestre de 2021. En julio de 2021, se reveló que la película se estrenaría el 12 de noviembre de 2021.